# Chirita rupestris
Chirita rupestris är en tvåhjärtbladig växtart som beskrevs av Ridley. Chirita rupestris ingår i släktet Chirita och familjen Gesneriaceae. Inga underarter finns listade i Catalogue of Life.